# Präfation

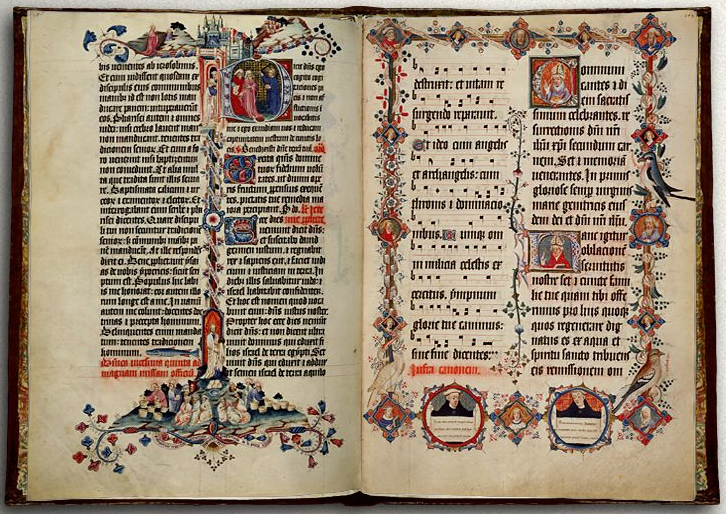
Messbuch von Sherborne aus dem 15. Jahrhundert. In der linken Spalte der rechten Seite die letzten Worte der Präfation (Et ideo cum Angelis et Archangelis...).

Die Präfation (lat. praefatio, von fari/for ‚sprechen, sagen‘; praefatio ‚Eingangsworte, Vorformel‘) ist Teil der römisch-katholischen, altkatholischen, orthodoxen, anglikanischen und lutherischen Liturgie der heiligen Messe, der Göttlichen Liturgie und des Abendmahlsgottesdienstes. Die Präfation eröffnet das eucharistische Hochgebet (in der Göttlichen Liturgie Αναφορά Anaphora, „Erhebung“, genannt). 
Das Wort Präfation darf nicht im Sinne von „Vorrede“ übersetzt und verstanden werden. Die lateinische Vorsilbe prae (= vor) ist hier räumlich (und nicht zeitlich) zu verstehen: Der Priester verherrlicht vor Gott und der Gemeinde „Gott, den Vater, und sagt ihm Dank für das gesamte Heilswerk oder für eine bestimmte Heilstat, je nach Tag, Fest oder Zeit.“ (Grundordnung des Römischen Messbuchs, Nr. 79)
In der lateinischen Kirche und den lutherischen Kirchen gehört die Präfation zum Proprium Missae, den veränderlichen Teilen der Liturgie. Sie variiert je nach Festen und Festzeiten und wird gesungen oder gesprochen. Das Hochgebet gehört zu den sogenannten Amtsgebeten, die immer vom Hauptzelebranten der Messfeier vorgetragen werden, der dazu die Orantenhaltung einnimmt.
Präfationen sind auch Bestandteil von Weihehandlungen des Pontifikales, zum Beispiel der Kirchweihe. Auch der zweite Teil des Exsultet in der Feier der Osternacht ist nach Art einer Präfation gestaltet.

## Einleitende Akklamationen

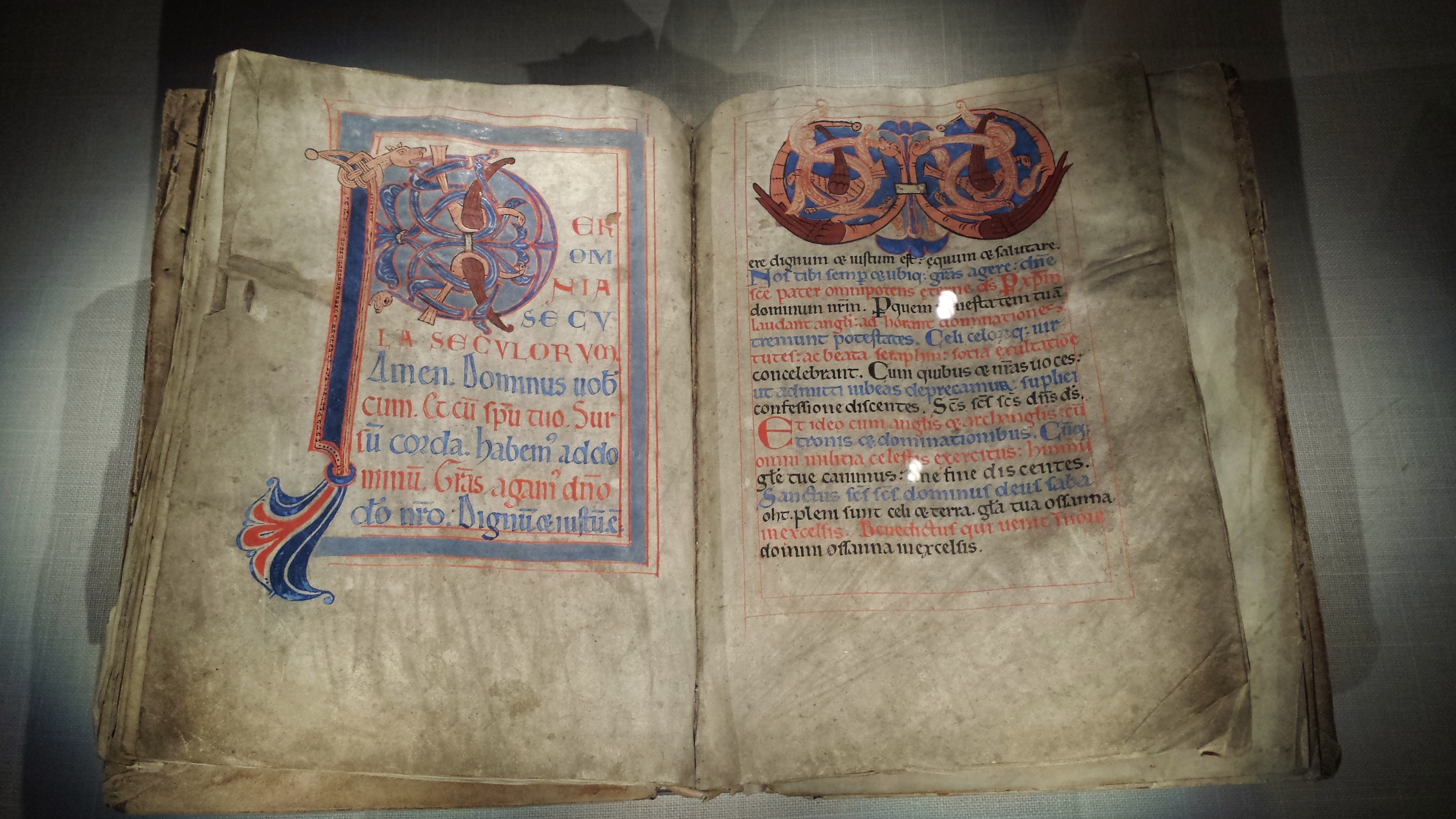
Akklamationen und Präfation im Missale Scarense (12. Jahrhundert)

Die das Hochgebet einleitenden Akklamationen sind in ihrem Wortlaut seit dem 3. Jahrhundert unverändert. Bereits Hippolyt von Rom kannte den Dialog zwischen Priester und Gemeinde und deutete ihn theologisch. Die Formel Gratias agamus („Lasset uns danken“) lässt sich aus dem Judentum herleiten, genau wie die Antwort Dignum et iustum est („Das ist würdig und recht“). Entsprechend der antiken Kultur, in der das versammelte Volk wichtige Entscheidungen durch Akklamation bestätigte, drücken Ruf und Gegenruf vor der Präfation aus, dass die kirchliche Versammlung durch Priester oder Bischof Gott huldigen will. Der Zelebrant steht nicht als isolierter Beter, sondern als Sprecher der Gemeinde vor Gott.

### Lateinisch
Die Akklamation lautet auf Lateinisch:
- Zelebrant: Dominus vobiscum.
- Gemeinde: Et cum spiritu tuo.
- Zelebrant: Sursum corda.
- Gemeinde: Habemus ad Dominum.
- Zelebrant: Gratias agamus Domino Deo nostro.
- Gemeinde: Dignum et iustum est.

### Deutsch

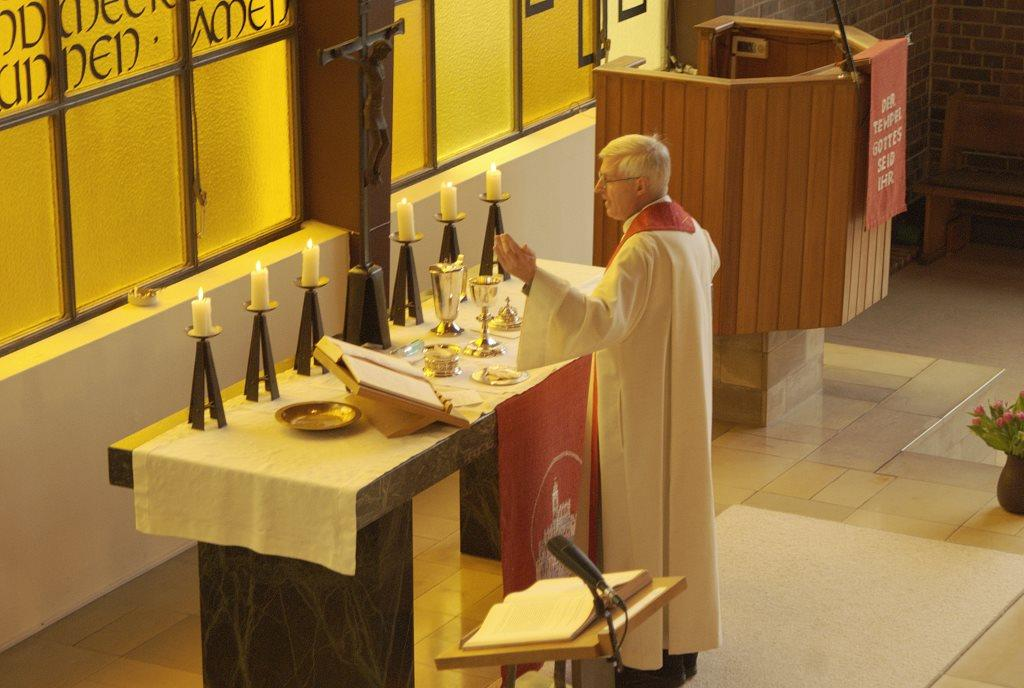
Präfationsgebet in der Selbständigen Evangelisch-Lutherischen Kirche

- Zelebrant: „Der Herr sei mit euch.“
- Gemeinde: „Und mit deinem Geiste.“
- Zelebrant: „Erhebet die Herzen. (Erhebet eure Herzen!)“
- Gemeinde: „Wir haben sie beim Herrn. (Wir erheben sie zum Herren.)“
- Zelebrant: „Lasset uns danken dem Herrn, unserm Gott. (Lasset uns Dank sagen dem Herren, unserm Gotte.)“
- Gemeinde: „Das ist würdig und recht.“

### Byzantinisch
Die nachfolgende Fassung der Akklamation wird verwendet im  orthodoxen, altorientalischen und  byzantinisch-katholischen Riten, sowohl für die Liturgie des hl. Johannes Chrysostomus und der Liturgie des hl. Basilius des Großen.
Kirchenslawisch:
- Priester: Станем добре, станем со страхом, вонмем, святое возношение в мире приносите.
- Chor: Милость мира, жертву хваления.
- Priester: Благодать Господа нашего Иисуса Христа, и любы Бога и Отца, и причастие Святаго Духа, буди со всеми вами.
- Chor: И со духом твоим.
- Priester: Горе имеим сердца.
- Chor: Имамы ко Господу.
- Priester: Благодарим Господа.
- Chor: Достойно и праведно есть…[4]

### Andere östliche Riten
In der syrisch-orthodoxen Kirche, der koptisch-orthodoxen Kirche und vor allem der koptischen Kirche werden Variationen über das Sursum Corda je nach der besonderen Anaphora verwendet.

## Präfation

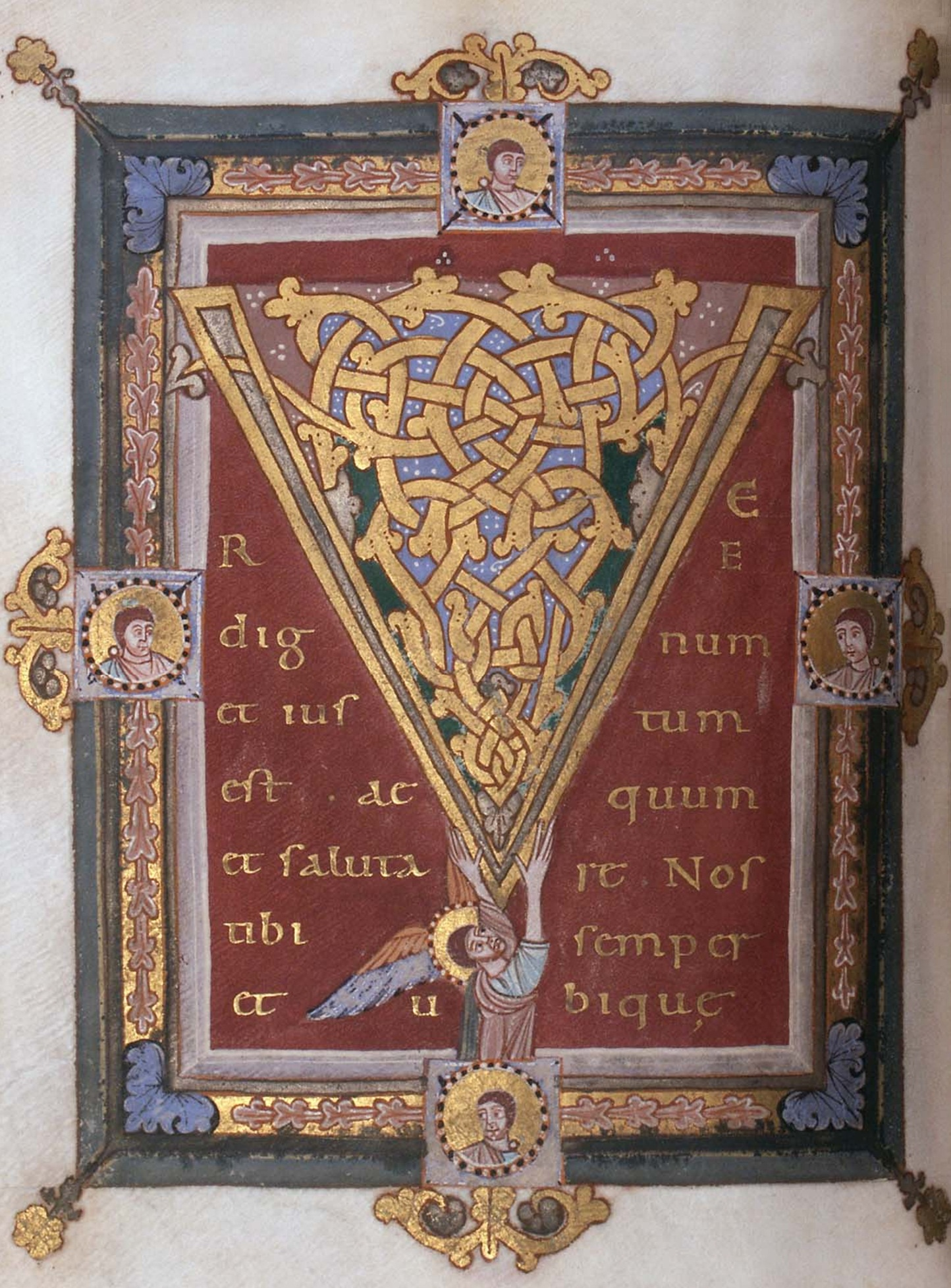
Polnisches "Tyniec Sacramentarium" aus dem 11. Jahrhundert: "Vere dignum et iustum est, aequum et salutare, nos tibi semper, et ubique ..."

Anschließend folgt die Präfation, die mit  Vere dignum et iustum est, aequum et salutare, nos tibi semper, et ubique gratias agere. („In Wahrheit ist es würdig und recht, dir, Herr, heiliger Vater, allmächtiger, ewiger Gott, immer und überall zu danken.“) oder – in den neueren Hochgebeten – einer ähnlichen Formulierung beginnt. Die Präfation nimmt den letzten Satz der Akklamation auf und akzentuiert das gesamte Hochgebet als feierliches Dankgebet: „Dem εὐαγγέλιον (Evangelium, frohe Botschaft) entspricht die εὐχαριστία (Eucharistie, Danksagung)“. Die Präfation endet mit sine fine dicentes („und rufen ohne Unterlass“) oder una voce dicentes („und singen […] das Lob deiner Herrlichkeit“). An die Präfation schließt sich unmittelbar das Sanctus an.
Der Aufbau der Präfation folgt folgendem Schema:
- feierliche Nennung des Gottesnamens
- Lobpreis Gottes für das durch Christus geschenkte Heil, je nach Feieranlass variierend, der häufig in der Wendung per Christum, Dominum nostrum „durch Christus, unsern Herrn“ gipfelt
- Einstimmen in den Lobpreis der himmlischen Chöre: Et ideo cum angelis et archangelis […] gloriam tuam praedicamus („Darum preisen wir dich mit allen Engeln und Heiligen […]“)

Das Missale Romanum von 1962 sah 16 verschiedene Präfationen für die Festzeiten des Kirchenjahres und verschiedene Anlässe vor, das Messbuch von 1970 vermehrte sie auf 85 und griff dabei auf alte Texte zurück.
Ein Beispiel:
| lateinisch | deutsch |
| --- | --- |
| Vere dignum et iustum est, aequum et salutare, nos tibi, sancte Pater, semper et ubique gratias agere per Filium dilectionis tuae Iesum Christum, Verbum tuum per quod cuncta fecisti: quem misisti nobis Salvatorem et Redemptorem, incarnatum de Spiritu Sancto et ex Virgine natum. Qui voluntatem tuam adimplens et populum tibi sanctum acquirens extendit manus cum pateretur, ut mortem solveret et resurrectionem manifestaret. Et ideo cum Angelis et omnibus Sanctis gloriam tuam praedicamus, una voce dicentes: | In Wahrheit ist es würdig und recht, dir, Herr, heiliger Vater, immer und überall zu danken durch deinen geliebten Sohn Jesus Christus. Er ist dein Wort, durch ihn hast du alles erschaffen. Ihn hast du gesandt als unseren Erlöser und Heiland. Er ist Mensch geworden durch den Heiligen Geist, geboren von der Jungfrau Maria. Um deinen Ratschluss zu erfüllen und dir ein heiliges Volk zu erwerben, hat er sterbend die Arme ausgebreitet am Holz des Kreuzes. Er hat die Macht des Todes gebrochen und die Auferstehung kundgetan. Darum preisen wir dich mit allen Engeln und Heiligen und singen vereint mit ihnen das Lob deiner Herrlichkeit: |

## Liste der Präfationen bei der Feier der heiligen Messe im römischen Ritus
Die Zahl der möglichen Präfationen ist im Prinzip begrenzt.
Die allgemein gebräuchlichen Präfationen des römischen Ritus mit Stand von 1962 sind (jeweils mit ihrer Entsprechung in der nach dem Zweiten Vatikanischen Konzil reformierten Liturgie):
1. allgemeine Präfation: wenn sonst keine Präfation ansteht (jetzt in erweiterter Form: Präfation für die Wochentage II)
2. Präfation von Weihnachten (jetzt: von Weihnachten I; Weihnachten bis einschließlich 5. Januar sowie an Mariä Lichtmess)
3. Präfation von Erscheinung des Herrn (jetzt erweitert: am Fest und am Sonntag danach, heute auch in den Tagen dazwischen, bis 1955 auch in der Oktav von Erscheinung)
4. Präfation von der Fastenzeit (jetzt: für die Fastenzeit IV; Aschermittwoch bis ausschließlich Passionssonntag)
5. Präfation vom heiligen Kreuz (jetzt: erste Spezialpräfation vom Fest Kreuzerhöhung[9]; damals: Passionssonntag bis einschließlich Gründonnerstag und in den Festen und Votivmessen vom Leiden Christi)
6. Präfation von Ostern (jetzt: für die Osterzeit I; von der Vigil von Ostern bis Christi Himmelfahrt ausschließlich)
7. Präfation von Christi Himmelfahrt (jetzt: von Christi Himmelfahrt II: von Christi Himmelfahrt bis Pfingsten ausschließlich)
8. Präfation vom Herzen Jesu (jetzt abgeschafft: am Fest und in den Votivmessen des Herzens Jesu)
9. Präfation von Christkönig (am Christkönigsfest und in den entsprechenden Votivmessen)
10. Präfation von Pfingsten (jetzt: vom Heiligen Geist I; in den Votivmessen vom Hl. Geist, früher auch an Pfingsten und in dessen Oktav)
11. Präfation von der allerheiligsten Dreifaltigkeit (am Dreifaltigkeitsfest; früher auch an jedem Sonntag, an dem sonst keine Präfation ansteht)
12. Präfation von der allerseligsten Jungfrau Maria (jetzt: I; in allen Marienmessen)
13. Präfation vom hl. Joseph (in Festen und Votivmessen)
14. Präfation von den hll. Aposteln (jetzt verändert: von den hll. Aposteln I; in allen Festen und Votivmessen der Apostel wie auch der Evangelisten, jedoch nicht des hl. Johannes an seinem Festtag, dem 27. Dezember, an dem die Weihnachtspräfation ansteht)
15. Präfation für die Verstorbenen (jetzt: I).

Weitere Präfationen, die schon vor der Liturgiereform zugelassen waren, sind die
1. Präfation vom Advent[10] (jetzt abgeschafft; in der Adventszeit)
2. Präfation von der heiligen Eucharistie (jetzt verändert: für die Osterzeit V; damals an Fronleichnam und in den entsprechenden Votivmessen)
3. Präfation von den Heiligen (jetzt verändert: I; an Heiligenfesten hohen Ranges)
4. Präfation von der Kirchweih (jetzt verändert: II).

Die folgenden Präfationen wurden durch die Liturgiereform neu eingeführt
1. Präfation bei Verwendung des Hochgebetes II (das oben als Beispiel verwendete)
2. Präfation bei Verwendung des Hochgebetes IV
3. Präfationen vom Advent I, II, III, IV und V
4. Präfationen von Weihnachten II und III (neben der älteren I)
5. Präfationen für die Fastenzeit I, II und III (neben der älteren IV)
6. Präfationen vom Leiden Christi I und II (vom Passionssonntag bis zum Karmittwoch)
7. Präfationen für die Osterzeit II, III und IV (neben der älteren I und der aus der alten Eucharistiepräfation hervorgegangenen V)
8. Präfation von Christi Himmelfahrt I (neben der älteren II)
9. Präfationen für die Sonntage im Jahreskreis I–VIII
10. Präfationen für die Wochentage im Jahreskreis I, III, IV, V (neben der leicht erweiterten ehemaligen allgemeinen Präfation als II)
11. Präfationen von der heiligen Eucharistie I und II
12. Präfation vom Herzen Jesu (neue Fassung)
13. Präfation vom Heiligen Geist II
14. Präfation von der allerseligsten Jungfrau Maria II
15. Präfation von den Engeln
16. Präfation von den Aposteln II
17. Präfation von den Heiligen II
18. Präfation von den Märtyrern I und II
19. Präfation von den Hirten der Kirche
20. Präfation von den heiligen Jungfrauen und Ordensleuten
21. Präfationen von den Verstorbenen II, III, IV, V
22. Präfationen bei Verwendung der Hochgebete für besondere Anliegen („Schweizer Hochgebete“ I–IV, die sich im Wesentlichen durch die Präfation unterscheiden), bei den Hochgebeten für Messen mit Kindern und beim Votivhochgebet der Versöhnung
23. Spezialpräfation anlässlich besonderer Feste und Tage, außer der schon angesprochenen Präfation zur Kreuzerhöhung (die alte Kreuzpräfation) gibt es solche zu[11]: Mariä Unbefleckte Empfängnis, Lichtmess, erster und zweiter, im Lesejahr A auch dritter bis fünfter Fastensonntag, Palmsonntag, Gründonnerstag, Verkündigung des Herrn, Pfingsten (neue Präfation), hl. Maria Magdalena[12], Verklärung des Herrn, Mariä Himmelfahrt, Mariä Geburt, Mariä Schmerzen, Allerheiligen, hl. Elisabeth von Thüringen.